# Nyctiophylax articulatis
Nyctiophylax articulatis là một loài Trichoptera hóa thạch trong họ Polycentropodidae.